# Avençac
Avensac (en francès Avensac) és un municipi francès situat al departament del Gers i a la regió d'Occitània.

## Geografia

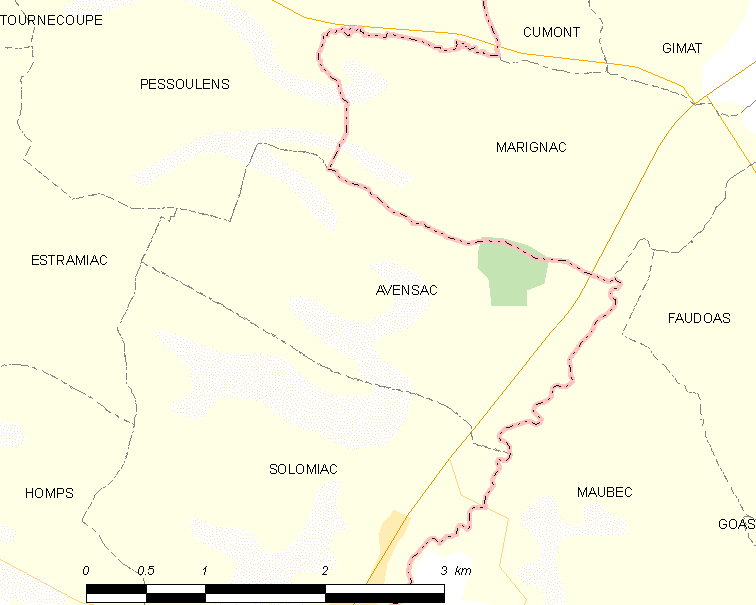
Mapa de la comuna de Avensac

## Administració i política

### Alcaldes
| Període | Identitat       | Partit        |
| ------- | --------------- | ------------- |
| 2001-   | Michel Tarrible | Divers droite |

## Demografia
| 1962                                       | 1968 | 1975 | 1982 | 1990 | 1999 | 2006 |
| ------------------------------------------ | ---- | ---- | ---- | ---- | ---- | ---- |
| 100                                        | 98   | 78   | 62   | 43   | 48   | 57   |
| Des de 1962: població sense dobles comptes |      |      |      |      |      |      |